# اندروسان، استرالیای جنوبی
اندروسان (به انگلیسی: Ardrossan) یک شهرک در استرالیا است که در استرالیای جنوبی واقع شده‌است.